# Pahar

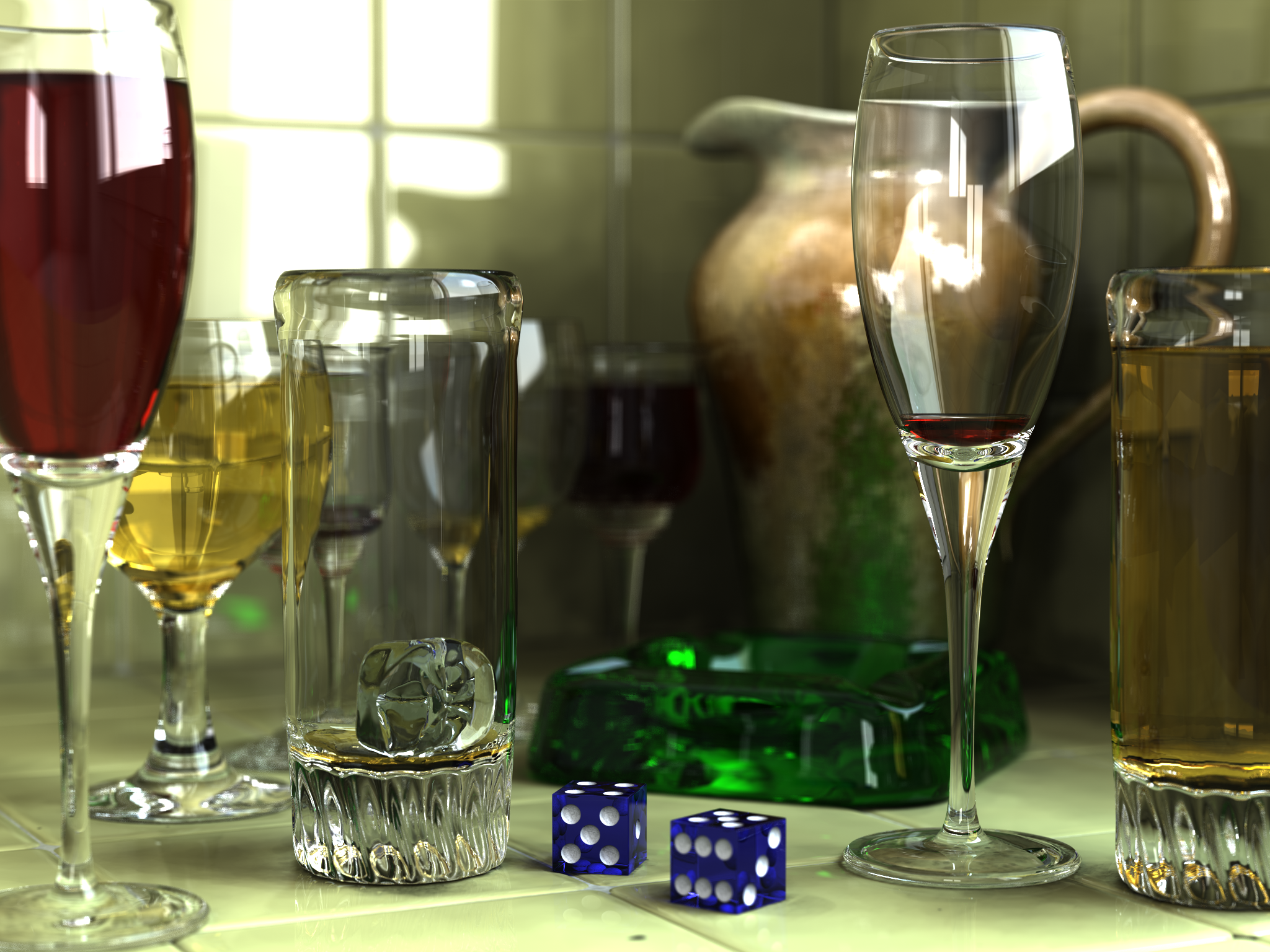
Pahare de diferite forme și mărimi

Un pahar este un recipient deschis de mici dimensiuni, de obicei fabricat din sticlă, folosit la păstrarea temporară a unor  cantități reduse de lichide alimentare în scopul ingerării acestora.

## Obiceiul ciocnitului paharelor
Originea acestui obicei trebuie căutată în Evul Mediu. Nu de puține ori la mesele comune unii își otrăveau pe furiș dușmanii, punându-le în pahare otrăvuri. Spre a evita aceste lucruri, oamenii au început să umple cu vărf paharele, apoi le ciocneau simultan în așa fel încât fiecare să capete câte un pic de la toți ceilalți. Dacă unul din pahare era otrăvit, erau cu toții otrăviți. Obiceiul și-a schimbat treptat semnificația, ajungând să devină ceea ce e azi, un gest prietenos.

## Vezi și

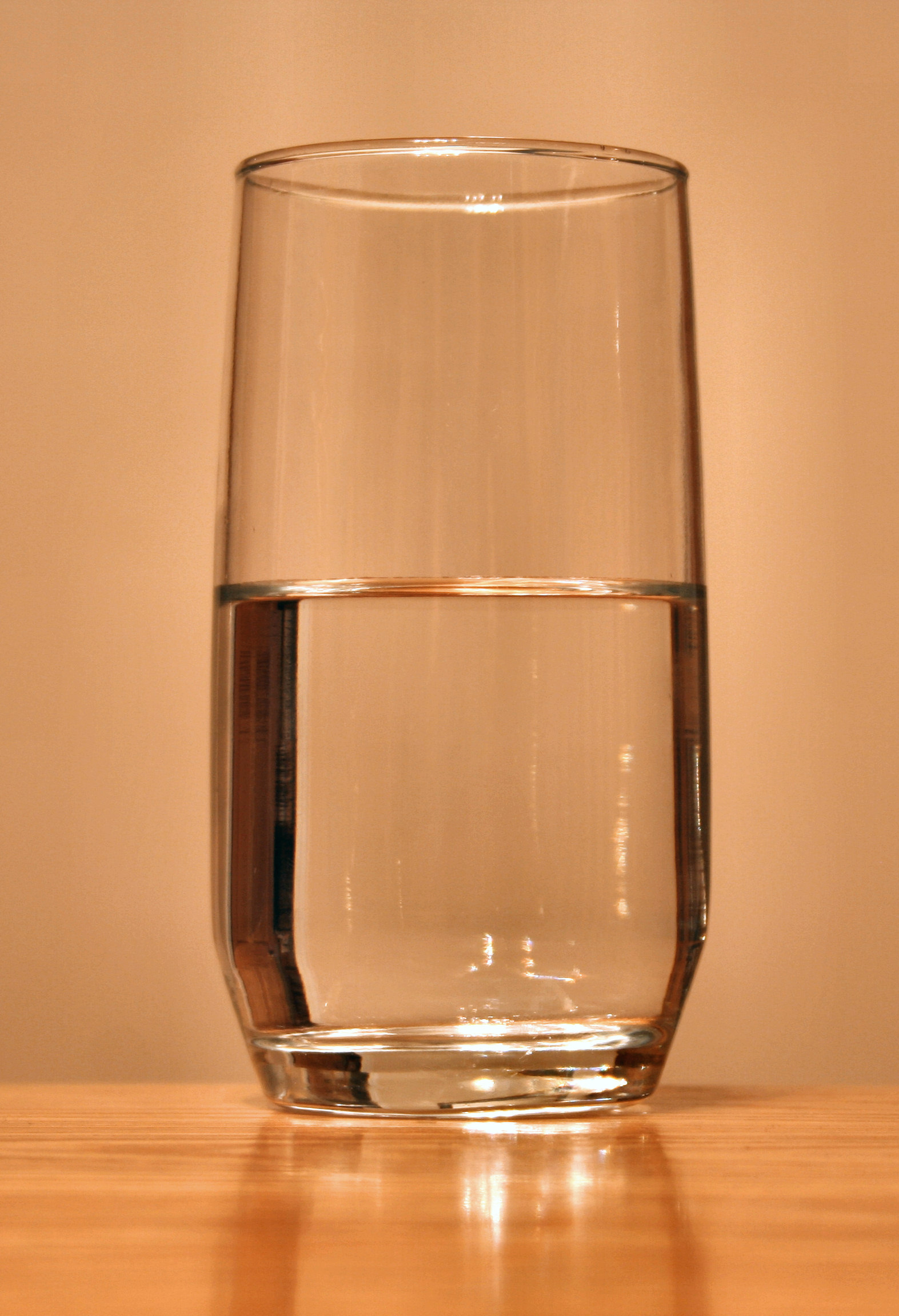
Un pahar cu apă